# زنی در کابین ۱۰
زنی در کابین ۱۰ (انگلیسی: The Woman in Cabin 10) یک رمان مهیج نوشتهٔ روث ور است که در سال ۲۰۱۶ منتشر شد و در لیست پرفروش‌ترین کتاب‌های سال قرار گرفت. نشر نون این رمان را با ترجمه زهرا هدایتی در ایران منتشر کرده‌است.
اقتباس سینمایی این رمان با بازی کیرا نایتلی در سال ۲۰۲۵ منتشر خواهد شد.